# Czudec (stacja kolejowa)
Czudec – stacja kolejowa w Czudcu w województwie podkarpackim, w Polsce, na linii Rzeszów Główny – Jasło. Znajduje się tu 1 peron. Przystanek jest obsługiwany wyłącznie przez pociągi osobowe Polregio.

## Ruch pasażerski
| Rok  | Wymiana pasażerska na dobę |
| ---- | -------------------------- |
| 2017 | 10-19                      |
| 2022 | 100-149                    |

## Połączenia
- Jasło
- Rzeszów Główny